# Аэд мак Длутайг
Аэд мак Длутауг (др.‑ирл. Áed mac Dlúthaig; умер в 701) — правитель малого брегского королевства Фир Хул Брег (до 701), представитель рода Сил Аэдо Слане.

## Биография
Аэд был сыном Длутаха и внуком короля Бреги Айлиля Арфиста. Дед Аэда, погибший в 634 году, не смог утвердить за сыном право на престол Бреги, которой правили представители других ветвей рода Сил Аэдо Слане. Длутах, а затем и его сын Аэд должны были довольствоваться только властью над территорией, известной как Фир Хул Брег.
Дата получения Аэдом власти над Фир Хул Брег неизвестна. Во время своего правления он поддерживал союзнические отношения с правителями Наута (Северной Бреги). В 689 году Аэд организовал убийство короля Миде Диармайта Диана из рода Кланн Холмайн. Это событие было частью долговременной вражды между представителями Сил Аэдо Слане и Кланн Холмайн, начавшейся ещё в 600 году с убийства Суибне мак Колмайна Аэдом Слане, прадедом Аэда мак Длутайга. Исторические источники отмечают, что, убив короля Миде, Аэд отомстил за гибель своего деда Айлиля Арфиста, убитого в 634 году дедом Дирамайта Коналлом Гутбинном.
В 695 году, исполняя союзнические обязательства перед правителем Наута Конгалахом мак Конайнгом Куйрре, Аэд мак Длутайг принял участие в убийстве верховного короля Ирландии Финснехты Пиролюбивого и его сына Брессала. Местом гибели верховного короля в ирландских анналах называется Греллах Доллайд. Согласно «Анналам Тигернаха» и ирландской саге «Борома», Финснехта и его сын погибли в бою, но по свидетельству «Фрагментарных анналов Ирландии» убийство было совершено в шатре Конгалаха и Аэда.
В 697 году Аэд мак Длутайг участвовал в Биррском синоде. На нём собрались множество знатных светских и духовных лиц не только из Ирландии, но и из Британии. На синоде по инициативе святого Адамнана был принят свод законов, одним из гарантов выполнения которого был Аэд. В написанном по этому случаю документе он упомянут как «король Хула».
Аэд мак Длутайг умер в 701 году. Его сыновьями были Фланн, возможно, унаследовавший после отца власть над Фир Хул Брег, Ку Раи (погиб в 711 году) и Гормгал (погиб в 718 году). Потомки Аэда в Раннее Средневековье составляли брегский септ Сил Длутайг.